# 訴願法
訴願法（そがんほう、明治23年法律第105号）は、行政処分に対する訴願について規定した日本の法律。1890年（明治23年）10月9日成立、同月10日公布。
本法の施行によって、請願規則（明治15年太政官布告第58号）は廃止された（本法附則18条）。
本法は、行政不服審査法（昭和37年法律第160号）附則2項の規定によって、1962年（昭和37年）10月1日から廃止された。

## 概要

### 経由庁及び審級
- 訴願しようとする者は、処分をした行政庁を経由し、直接上級行政庁に対して提起しなければならない（2条1項）。訴願の裁決を受けた後、更に上級行政庁に対して訴願するときは、その裁決をした行政庁を経由しなければならない（2条2項）。国の行政についてこの法律によって郡参事会又は市参事会の処分若しくは裁決に対して訴願しようとする者は、その処分若しくは裁決をした郡参事会又は市参事会を経由して、府県参事会に対して提起しなければならない（2条3項）。
- 各省大臣の処分に対して訴願しようとする者は、その省に対して提起しなければならない（3条）。
- 裁判所の裁判、各省の裁決及び2条3項の府県参事会の裁決を経たものは、その事件について更に訴願することができない（4条）。

### 訴願書の方式
- 訴願は、文書をもって提起しなければならない（5条1項）。訴願書の侮辱誹毀にわたるものは、受理しない（5条2項）。
- 訴願書は、その不服の要点、理由、要求及び訴願人の身分、職業、住所、年齢を記載して、署名捺印しなければならない（6条1項）。訴願書には、証拠書類を添え、並びに下級行政庁の裁決を経たものはその裁決書を添えなければならない（6条2項）。
- 多数の人員が共同して訴願しようとするときは、その訴願書に各訴願人の身分、職業、住所、年齢を記載し、署名捺印し、その中から3名以下の総代人を選び、これに対して委任し、総代が委任の正当であることを証明しなければならない（7条1項）。法律によって法人であると認められた者は、その名をもって訴願を提起することができる（7条2項）。
- 法律又は勅令によって訴願を提起することができないか、又は適法な手続に違背するものであるときは、これを却下する（9条1項）。訴願書の方式を欠くにとどまるものは、期限を指定して還付しなければならない（9条2項）。
- 訴願書は、郵便をもって差し出すことができる（10条1項）。郵便逓送の日数は、8条の訴願期限内にこれを算入しない（10条2項）。
- 2条1項の場合において、訴願書の経由に当たった行政庁は、訴願書を受け取った日から10日以内に弁明書及び必要文書を添えて上級行政庁に対して発送しなければならない（11条1項）。2条2項の場合において訴願書の経由に当たった行政庁は、訴願書を受け取った日から3日以内に上級行政庁に対して発送しなければならない（11条1項）。2条3項の場合において訴願書を発送するときもまた、前二項の例によらなければならない（11条3項）。

### 訴願提起の期間
- 行政処分を受けた後60日を経過したときは、その処分に対して訴願することができない（8条1項）。行政庁の裁決を経た訴願であって、その裁決を受けた後30日を経過したものは、更に上級行政庁に対して訴願することができない（8条2項）。行政庁において宥恕すべき事由があると認めたときは、期限経過後においてもなお受理することができる（8条3項）。

### 執行停止
- 訴願は、法律又は勅令の別段の規定があるものを除くほか、行政処分の執行を停止しない（12条本文）。ただし、行政庁は、その職権によって、又は訴願人の願によって、必要であると認めたときは、その執行を停止することができる（12条ただし書）。

### 訴願の審理
- 訴願は、口頭審問をせず、その文書について裁決する（13条本文）。ただし、行政庁において必要であると認めたときは、口頭審問をすることができる（13条ただし書）。

### 訴願の裁決
- 訴願の裁決は、文書をもって行い、その理由を付さなければならない（14条前段）。訴願を却下するときも同様とする（14条後段）。
- 訴願の裁決書は、その処分をした行政庁を経由して、訴願人に交付しなければならない（15条前段）。訴願書を却下するときも同様とする（15条後段）。
- 上級行政庁においてした裁決は、下級行政庁を羈束する（16条）。

### その他
- 訴願の手続に関し、他の法律又は勅令に別段の規定があるものは、それぞれその規定による（17条）。

## 外地への適用

### 樺太
本法は、訴願法ノ一部ヲ樺太ニ施行スルノ件（明治41年勅令第253号）によって、本法1条1号から6号までの規定を除く規定が樺太に施行された（明治41年（1908年）10月9日施行）。

### 台湾
本法は、訴願法ヲ台湾ニ施行スルノ件（大正11年勅令第51号）によって、郡参事会、市参事会及び府県参事会に関する規定を除く規定が台湾に施行された（大正11年（1922年）3月28日施行）。ただし、各省大臣は台湾総督と、その省又は各省とあるのは台湾総督府と読み替えられた（同令1条）。また、訴願書は、国語をもって作成しなければならないこととされた（同令2条）。